# Нягоє Басараб
Нягоє Басараб (рум. Neagoe Basarab — був господарем Волощини між 1512 і 1521 роками. Народився бл. 1459 — помер 15 вересня 1521). Народився в боярській родині Крайовешті (його правління знаменує кульмінацію політичного впливу цієї родини) як син Пирву Крайовеску або Басараба Цепєлюша Тинера (Молодшого), Нягоє Басараб, який правив після Влада Тинера відхилив опіку Крайовешті.

## Правління

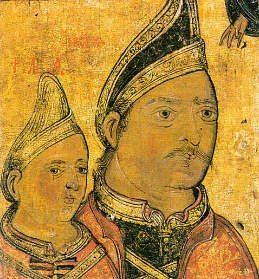
Нягоє Басараб і його син Теодосій
(фреска монастиря Діонісія)

У XVI столітті, Волощина була незалежною, але була зобов'язана платити непомірну данину більш могутній Османській імперії. Нягоє заохочував розвиток ремесел і торгівлі, зберігаючи хороші відносини з іншим потужним сусідом Волощини, Угорщиною.
Його дипломатія намагалася встановити зв'язок з Венеційської республікою і папством, навіть пропонуючи бути посередником в суперечці між східним православ'ям і католицизмом, з метою об'єднання християн проти Османської загрози.
Він прийняв візантійські традиції церковного покровительства, роблячи щедрі пожертви православних монастирів, не тільки в Волощині, але і на Балканах. Під час його правління був побудований монастир в Куртя-де-Арджеш (в 1517 році) — легенда пов'язана з ім'ям Мештерул Маноле (Майстер Маноле) як головного майстра; пов'язують також Нягоє з ще однією легендарною фігурою, воєводою Раду (який був причиною смерті Маноле, прибравши риштування, в той час як будівельники були на даху, гарантуючи, що ніхто не використає талан Маноле, і, таким чином, зберігаючи унікальність структури[прояснити]).
Нягоє наказав провести реставраційні роботи старої митрополичої церкви в Тирговіште і Свято — Миколаївської церкви в Брашові.
Нягоє Басараб написав церковнослов'янською мовою один з найбільш ранніх літературних творів Волощини, під назвою «Повчання Нягоє Басараба своєму синові Теодосію» (рум. Învăţăturile lui Neagoe Basarab către fiul său Teodosie), де він поєднує різні предмети, такі як філософія, дипломатія, моральність і етика.